# جاكي باريس
جاكي باريس (بالإنجليزية: Jackie Paris)‏ هو عازف جاز ومغني أمريكي، ولد في 20 سبتمبر 1926 في نوتلي ‏ في الولايات المتحدة، وتوفي في 17 يونيو 2004 في نيويورك في الولايات المتحدة.

## وصلات خارجية
- جاكي باريس على موقع ميوزك برينز (الإنجليزية)
- جاكي باريس على موقع أول ميوزيك (الإنجليزية)
- جاكي باريس على موقع ديسكوغز (الإنجليزية)